# 总卫生部
总卫生部是1932年至1952年期间，中国共产党领导的军队的卫生勤务领导机关。

## 历史
1928年4月在井冈山成立红四军时，设有医务处。1930年1月中共中央军事委员会颁布《中国工农红军编制草案》，设经理卫生部。1931年1月，经理卫生部改为经理部、财务部和军医处。1931年11月，军医处改为总医处，处长贺诚。1932年9月2日改称中革军委总卫生部，部长贺诚，兼任中华苏维埃共和国内务人民委员部卫生管理局局长。彭龙伯为红一方面军卫生部部长。总卫生部提出了‘着重防病’的方针，红军各级部队与苏维埃各级政权均设立红卫生防病组织与防疫组织。1933年4月，总卫生部颁布了《连一级卫生勤务--卫生员工作大纲》；1933年9月，中央军委颁布了《师以上卫生勤务纲要》；1933年10月，中央军委批准公布了《暂定传染病预防条例》。
1935年6月红一方面军与红四方面军懋功会师后，贺诚随红四方面军行动。1935年10月红四方面军及红五军、红三十二军南下西康后成立中国抗日红军总司令部（1935.10——1936.10），总卫生部部长贺诚。
1935年11月，中华苏维埃西北革命军事委员会成立，同时成立了中央军委后方办事处，下辖总卫生部，政治委员刘惠农。1936年12月，中央军委后方办事处改称后方勤务部，下设总卫生部。1936年2月17日设立中国人民抗日红军先锋军总部（1936.2——1936.10），统一指挥红一方面军与红十五军团，先渡黄河东征，后又称西征野战军司令部，设总卫生部，部长黄克诚、钱信忠，政治委员朱良才、姜齐贤。
1936年10月，红军三大方面军会宁会师后，建立中国人民抗日红军总部（1936.12——1937.8），总卫生部部长贺诚、政治委员刘惠农。1937年，军委总卫生部向军委拟报了《卫生部门暂行工作条例》，提出了“预防第一”的行动口号。
1937年8月6日，军委总卫生部在陕西三原改为八路军总指挥部军医处（对内称卫生部），姜齐贤任部长、政治委员刘惠农，下设医务、材料、供给等处（科）和医院，不久调往山西抗日前线。115师卫生处长叶青山；120师卫生处长刘运生；129师卫生处长钱信忠。团设卫生队。八路军总兵站部第1兵站医院设在临汾，并在孟县、寿阳、榆次、蒲县、大宁、延长设立转运站卫生所。
1937年冬，中央军委恢复了直辖的卫生部，政治委员刘惠农。1938年8月5日，军委和总政决定：“为加强卫生部的工作和组织的健全，以及前方材料分配之统一起见，已将前后方卫生部合并。”苏井观1938年11月起任中央军委卫生部部长。1939年1月，中央军委成立后方勤务部，下辖卫生部。八路军总部于1939年3月成立后勤部，下辖卫生部，孙仪之任卫生部长。苏井观1942年6月至1945年8月任中共中央军委后方勤务部卫生部部长兼陕甘宁晋绥联防军卫生部部长。1944年8月，军委后勤部撤销了下辖的工作机构。解放战争中，各大军区和野战军自行领导卫生勤务，中央军委只保留了总卫生部的名称。苏井观1945年9月至1949年8月任中共中央军委总卫生部部长。
1949年9月-1953年7月贺诚任总卫生部部长兼中央人民政府中央卫生部常务副部长。1949年11月1日，中央军委总卫生部划归总后方勤务部，但业务工作仍直接向军委请示报告，接受军委和总后的双重领导，对外行文仍然使用军委总卫生部。1952年10月，中央军委明确卫生部的所有关系归总后方勤务部，正式启用总后卫生部印章。

## 内设机构
- 保健局 局长 彭龙伯（1933.12-1935.6）[4]
- 医政处/医政局局长陈志方
- 药材处（1949年后称药政处）
- 卫生材料厂（1932年2月在于都县城天主教堂创办）
- 教育处
- 红军卫生学校，1940年改名为中国医科大学
- 《健康报》
- 内部刊物《红色卫生》（1933年夏创刊）
- 八路军门诊部
- 1939年11月白求恩在晋察冀牺牲后，八路军医院改名为白求恩国际和平医院，有111名工作人员，床位100张，医疗设备较为齐全，医疗技术力量较强，是当时延安最大的医院。
- 直属疗养院